# Nicolas Claxton
Nicolas Devir Claxton (* 17. April 1999 in Greenville (South Carolina)) ist ein US-amerikanischer Basketballspieler.

## Werdegang
Claxtons von den Amerikanischen Jungferninseln stammender Vater Charles war Berufsbasketballspieler. Nicolas Claxton spielte als Heranwachsender Basketball an der Legacy Charter School in Greenville (Bundesstaat South Carolina), er erhielt Angebote mehrerer Hochschulen, und entschied sich für die University of Georgia, die schon seine Eltern besucht hatten.
Claxton gehörte der Hochschulmannschaft der University of Georgia von 2017 bis 2019 an. Er machte durch seine Verteidigungsleistungen auf sich aufmerksam. Mit 123 geblockten gegnerischen Würfen setzte er sich in nur zwei Jahren auf den achten Platz in Georgias Bestenliste. Seine Punktausbeute blieb in der Saison 2017/18 mit 3,9 je Begegnung niedrig, diese schnellte während des Spieljahres 2018/19 auf 13 pro Partie hoch. Er erreichte in dieser Saison ebenfalls einen Wert von 8,6 Rebounds je Begegnung.
Nach zwei Jahren in der NCAA verließ Claxton die Hochschule und wurde Berufsbasketballspieler. Die Brooklyn Nets ließen ihn beim Draftverfahren der NBA im Juni 2019 als ersten Spieler der zweiten Auswahlrunde aufrufen. In der Saison 2019/20 kam er in der NBA auf 15 Einsätze (4,4 Punkte, 2,9 Rebounds/Spiel), Claxton sammelte des Weiteren Spielpraxis in neun Partien der NBA G-League und erzielte dabei für die Long Island Nets 16,7 Punkte je Begegnung.

### Nationalmannschaft
Claxton gab im Juni 2018 seinen Einstand in der Auswahlmannschaft der Amerikanischen Jungferninseln.

## Karriere-Statistiken

### NBA

#### Hauptrunde
| Saison  | Team     | GP  | GS  | MPG  | FG % | 3P % | FT % | RPG | APG | SPG | BPG | PPG  |
| ------- | -------- | --- | --- | ---- | ---- | ---- | ---- | --- | --- | --- | --- | ---- |
| 2019–20 | Brooklyn | 15  | 0   | 12.5 | .563 | .143 | .524 | 2.9 | 1.1 | 0.1 | 0.5 | 4.4  |
| 2020–21 | Brooklyn | 32  | 1   | 18.6 | .621 | .200 | .484 | 5.2 | 0.9 | 0.7 | 1.3 | 6.6  |
| 2021–22 | Brooklyn | 47  | 19  | 20.7 | .674 | –    | .581 | 5.6 | 0.9 | 0.5 | 1.1 | 8.7  |
| 2022–23 | Brooklyn | 76  | 76  | 29.9 | .705 | .000 | .541 | 9.2 | 1.9 | 0.9 | 2.5 | 12.6 |
| 2023–24 | Brooklyn | 71  | 71  | 29.8 | .629 | .200 | .551 | 9.9 | 2.1 | 0.6 | 2.1 | 11.8 |
| 2024–25 | Brooklyn | 70  | 62  | 26.9 | .563 | .238 | .513 | 7.4 | 2.2 | 0.9 | 1.4 | 10.3 |
| Gesamt  | Gesamt   | 311 | 229 | 25.8 | .636 | .200 | .537 | 7.7 | 1.7 | 0.7 | 1.7 | 10.3 |

#### Play-offs
| Saison  | Team     | GP | GS | MPG  | FG % | 3P % | FT % | RPG | APG | SPG | BPG | PPG  |
| ------- | -------- | -- | -- | ---- | ---- | ---- | ---- | --- | --- | --- | --- | ---- |
| 2020–21 | Brooklyn | 12 | 0  | 10.8 | .483 | –    | .667 | 2.8 | 0.6 | 0.3 | 1.0 | 2.5  |
| 2021–22 | Brooklyn | 4  | 0  | 24.5 | .792 | –    | .182 | 6.3 | 1.5 | 1.3 | 2.3 | 10.5 |
| 2022–23 | Brooklyn | 4  | 4  | 29.3 | .720 | –    | .600 | 8.0 | 1.5 | 0.3 | 1.8 | 10.5 |
| Gesamt  | Gesamt   | 20 | 4  | 10.8 | .654 | –    | .343 | 4.5 | 1.0 | 0.5 | 1.4 | 5.7  |